# Mohd Zakry Abdul Latif
Mohd Zakry Abdul Latif (2 de abril de 1983) es un deportista malasio que compitió en bádminton. Ganó una medalla de bronce en el Campeonato Mundial de Bádminton de 2009, en la prueba de dobles.

## Palmarés internacional
| Campeonato Mundial | Campeonato Mundial | Campeonato Mundial | Campeonato Mundial |
| Año                | Lugar              | Medalla            | Prueba             |
| ------------------ | ------------------ | ------------------ | ------------------ |
| 2009               | Hyderabad (India)  | Medalla de bronce  | Dobles             |